# Horaiella prodigiosa
Horaiella prodigiosa är en tvåvingeart som beskrevs av Tonnoir 1933. Horaiella prodigiosa ingår i släktet Horaiella och familjen fjärilsmyggor. Inga underarter finns listade i Catalogue of Life.